# یوزف سیمونس
یوزف سیمونس (انگلیسی: Jozef Simons؛ زادهٔ ۱ ژوئن ۱۹۵۲) دوچرخه‌سوار اهل بلژیک است.